# پدران بنیان‌گذار ایالات متحده آمریکا

اعلان استقلال اثر جان ترامبول در ۱۸۱۹ میلادی، که کمیته پنج را به تصویر می‌کشد که دارند پیش نویس قانون اساسی خود را به دومین کنگره قاره‌ای در ۲۸ ژوئن ۱۷۷۶ ارائه می‌دهد

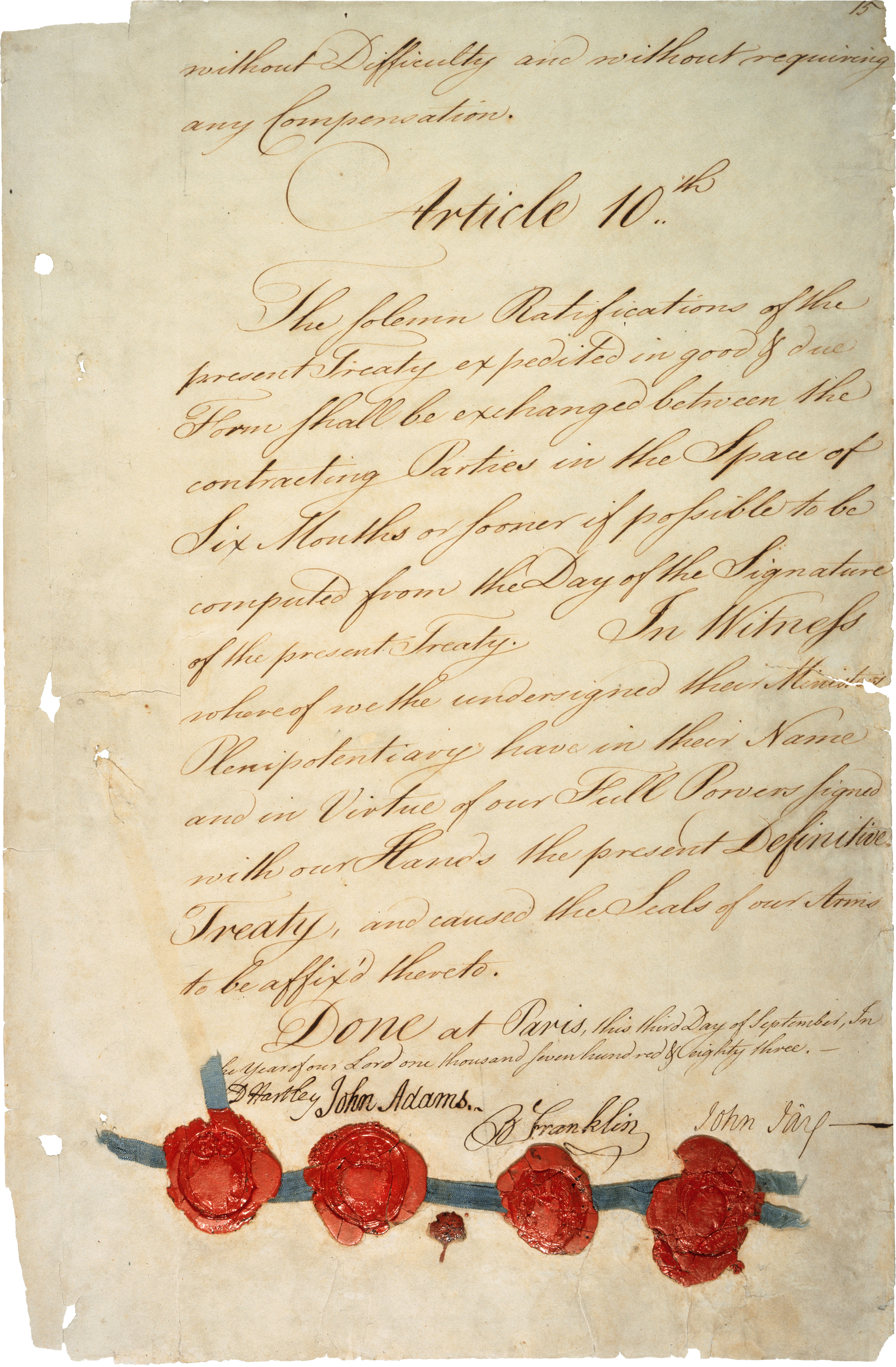
صفحه امضای معاهده پاریس (۱۷۸۳) که به نمایندگی از ایالات متحده توسط جان آدامز، بنجامین فرانکلین و جان جی مذاکره شد

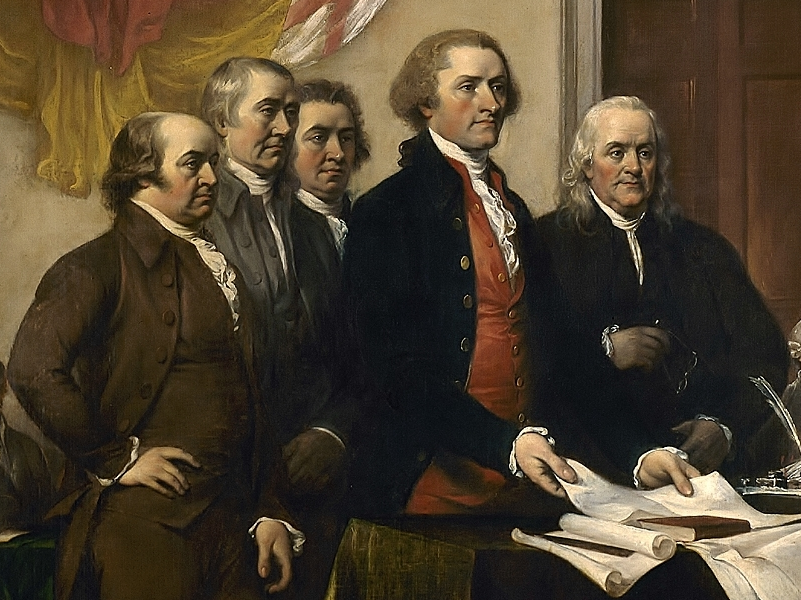
کمیته پنج، متشکل از جان آدامز، توماس جفرسون، بنجامین فرانکلین، راجر شرمن و رابرت آر. لوینگستون، در حال تحویل اعلامیه استقلال ایالات متحده به کنگره قاره‌ای در ۴ ژوئیه ۱۷۷۶ که این روز را به عنوان روز استقلال جشن می‌گیرند.

پدران بنیان‌گذاری ایالات متحده آمریکا (به انگلیسی: The Founding Fathers of the United States)، به‌طور خلاصه پدران بنیان‌گذاری (به انگلیسی: Founding Fathers) یا بنیان‌گذاران (به انگلیسی: the Founders)، گروهی از رهبران آمریکا بودند که مستعمرات سیزده‌گانه را متحد کردند، جنگ استقلال آمریکا از پادشاهی بریتانیای کبیر را رهبری کردند و در دهه آخر قرن هجدهم یک چارچوب حکومتی (قانون اساسی) برای ایالات متحده آمریکا بر پایه جمهوری‌خواهی ساختند.
تاریخ‌نگار آمریکایی، ریچارد بی. موریس، در سال ۱۹۷۳، هفت شخص زیر را بر اساس نقش اساسی که در تشکیل دولت جدید کشور داشتند، از مهم‌ترین پدران بنیان‌گذار ایالات متحده دانسته‌است: جان آدامز، بنجامین فرانکلین، الکساندر همیلتون، جان جی، توماس جفرسون، جیمز مدیسون و جرج واشینگتن. آدامز، جفرسون و فرانکلین از اعضای کمیته پنج بودند که پیش‌نویس اعلامیه استقلال را آماده کردند. همیلتون، مدیسون و جان جی، نویسندگان مقاله‌های فدرالیست و مدافع تصویب قانون اساسی بودند. هنگام نوشتن پیش نویس قانون اساسی، به قانون اساسی تهیه شده توسط جی و آدامز برای ایالت‌های مربوط خود در نیویورک (۱۷۷۷) و ماساچوست (۱۷۸۰) بسیار اعتماد شد. جی، آدامز و فرانکلین در مورد معاهده پاریس (۱۷۸۳) مذاکره کردند که به پایان جنگ انقلاب آمریکا منجر شد. واشینگتن فرمانده کل قوا ارتش قاره‌ای و رئیس کنوانسیون قانون اساسی بود.
همه این افراد نقش بسیار مهمی در دوران ابتدایی تشکیل آمریکا داشته‌اند و در این میان جرج واشینگتن، جان آدامز، توماس جفرسون و جیمز مدیسون به عنوان رئیس‌جمهور نیز انتخاب شدند. جی نخستین قاضی ارشد ایالات متحده آمریکا، همیلتون نخستین وزیر خزانه‌داری ایالات متحده آمریکا بود و فرانکلین ارشدترین دیپلمات آمریکا و بعداً رهبر دولتی پنسیلوانیا شد.
گاهی اصطلاح پدران بنیان‌گذار برای اشاره به امضا کنندگان نسخه برجسته اعلامیه استقلال در سال ۱۷۷۶ استفاده می‌شود، اگرچه چهار بنیان‌گذار مهم - جورج واشینگتن، جان جی، الکساندر همیلتون و جیمز مدیسون - از امضا کنندگان نبودند. امضا کنندگان را نباید با اصطلاح چارچوب ساز اشتباه گرفت؛ دفتر ملی بایگانی و مدارک آمریکا چارچوب سازها را ۵۵ نفر تعریف می‌کند که به عنوان نمایندگان کنوانسیون قانون اساسی ۱۷۸۷ منصوب شدند و در تهیه پیش نویس پیشنهادی قانون اساسی ایالات متحده آمریکا شرکت کردند. از ۵۵ چارچوب ساز، تنها ۳۹ نفر از امضا کندگان قانون اساسی بودند. دو گروه دیگر از پدران بنیان‌گذار عبارتند از: ۱) کسانی که انجمن قاره را امضا کردند، یک ممنوعیت تجاری و یکی از اولین والی جمعی استعمارگران در اعتراض به کنترل انگلیس و مصوبه‌های تحمل‌ناپذیر در سال 1774, و ۲) کسانی که اصول کنفدراسیون را امضا کردند که نخستین سند قانون اساسی ایالات متحده شناخته می‌شود.
اصطلاح پدران بنیان‌گذار توسط وارن جی. هاردینگ در سال ۱۹۱۶ ابداع شد.

## زمینه

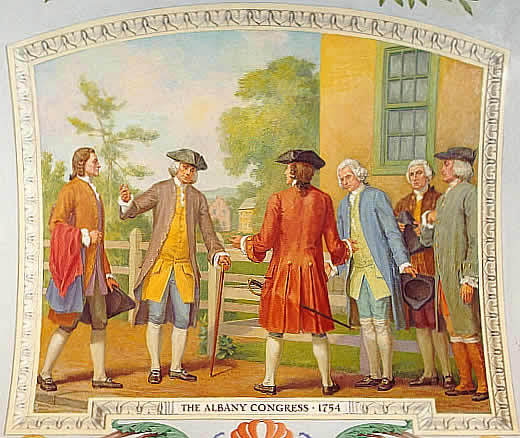
کنگره آلبانی، نیویورک در سال ۱۷۵۴ کنفرانسی بود که هفت مستعمره در آن حضور یافتند. همچنین کنگره قانون تمبر در سال ۱۷۶۵ شامل نمایندگان ۹ مستعمره بود.

نخستین کنگره قاره‌ای در سال ۱۷۷۴، به‌طور مختصر در فیلادلفیا، پنسیلوانیا، متشکل از ۵۶ نماینده از هر سیزده مستعمره آمریکا به جز جورجیا، تشکیل شد. در میان نمایندگان جرج واشینگتن بود که از بازنشستگی نظامی خارج شد تا ارتش قاره‌ای را در جنگ انقلاب آمریکا فرماندهی کند. همچنین پاتریک هنری و جان آدامز نیز حضور داشتند که مثل همه نمایندگان توسط مجامع استعماری مربوط انتخاب شدند. از دیگر نمایندگان می‌توان به ساموئل آدامز از ماساچوست، جان دیکینسون از پنسیلوانیا و جان جی از نیویورک اشاره کرد. این کنگره، علاوه بر تنظیم درخواست‌های پادشاه انگلیس، انجمن قاره‌ای را جهت تحریم اقدامات انگلیس تأسیس کرد.
وقتی دومین کنگره قاره‌ای در ۱۰ مه ۱۷۷۵ تشکیل جلسه داد، اساساً اولین کنگره را بازسازی کرد. بسیاری از همان ۵۶ نماینده ای که در جلسه اول شرکت داشتند، در جلسه دوم شرکت کردند. تازه واردان شامل بنجامین فرانکلین و رابرت موریس از پنسیلوانیا، جان هنکاک از ماساچوست، جان ویترسپون از نیوجرسی و کارلس کارول کارلتون از مریلند. دو هفته بعد از جلسه، هنگامی که پیتون راندولف برای ریاست مجلس بورگسیس فراخوانده شد، هنکوک به عنوان رئیس کنگره انتخاب شد. توماس جفرسون جایگزین راندولف در نمایندگی کنگره ویرجینیا شد. کنگره دوم اعلامیه استقلال ایالات متحده آمریکا را تصویب کرد. ویترسپون تنها روحانی فعال بود که بیانیه را امضا کرد. او همچنین اصول کنفدراسیون را امضا کرد و در کنوانسیون نیوجرسی (۱۷۸۷) که قانون اساسی فدرال را تصویب کرد، شرکت نمود.
کشور تازه تأسیس ایالات متحده باید دولت جدیدی را جایگزین پارلمان انگلیس می‌کرد. در نتیجه ایالات متحده اصول کنفدراسیون را تصویب کرد، اعلامیه ای که یک دولت ملی با یک مجلس قانونگذار را ایجاد کرد. تصویب اصول توسط هر سیزده مستعمره نام دیگری را به کنگره دوم داد: کنگره کنفدراسیون که از سال ۱۷۸۱ تا ۱۷۸۹ تشکیل جلسه داد. کنوانسیون قانون اساسی در تابستان ۱۷۸۷، در فیلادلفیا برگزار شد. اگرچه این کنوانسیون برای بازنگری در مواد کنفدراسیون فراخوانده شد، اما از ابتدا برای برخی از جمله جیمز مدیسون و الکساندر همیلتون، هدف ایجاد یک چارچوب جدید دولت به جای اصلاح وضع موجود بود. نمایندگان جورج واشینگتن را به ریاست کنوانسیون برگزیدند. نتیجه کنوانسیون، ایجاد قانون اساسی ایالات متحده آمریکا و جایگزینی کنگره قاره‌ای با کنگره ایالات متحده آمریکا بود.

## پیشینه و اشتراکات اجتماعی بنیان‌گذاران

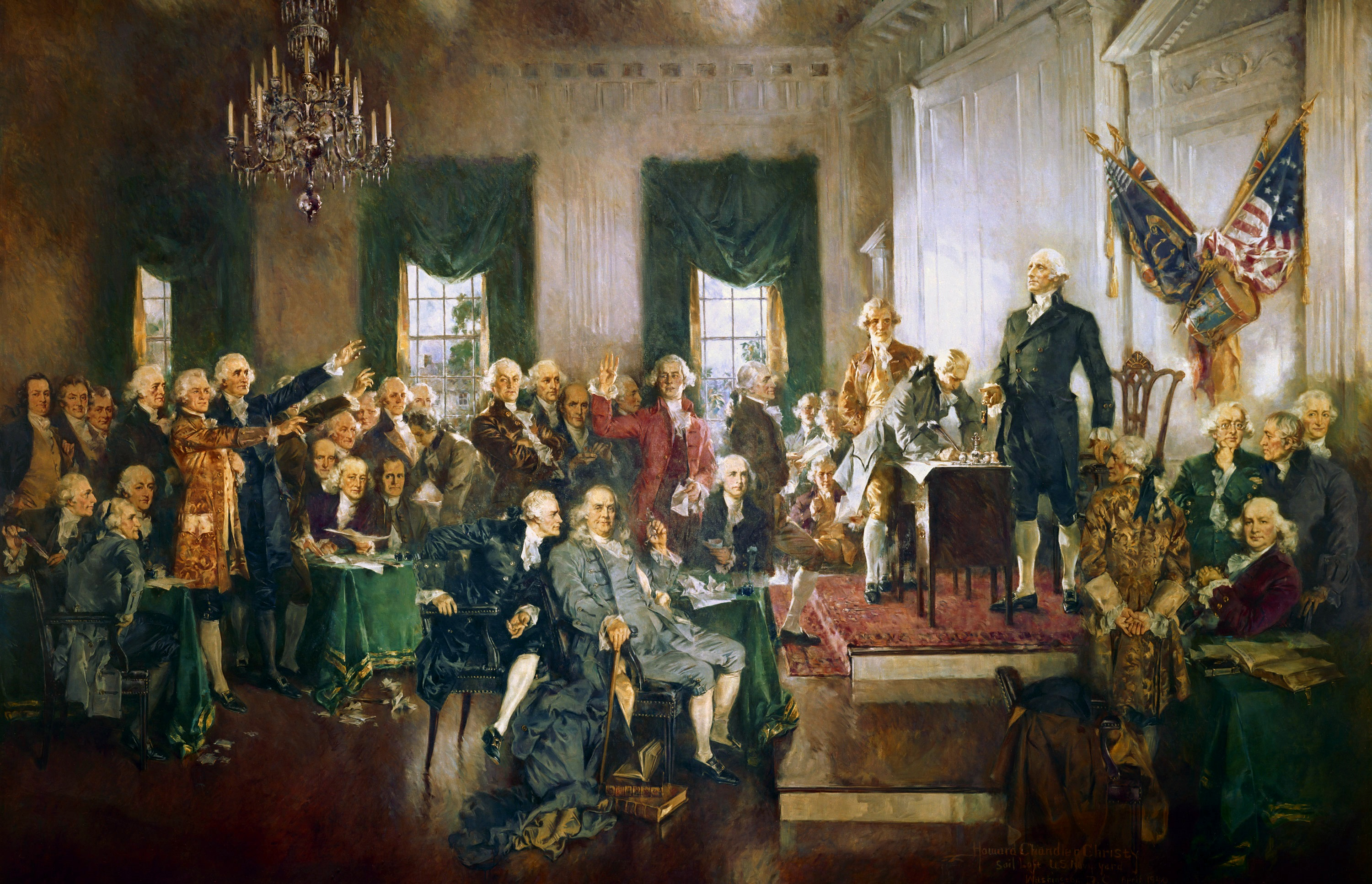
صحنه امضاء قانون اساسی ایالات متحده

پدران بنیان‌گذار نمایانگر مقطعی از رهبری ایالات متحده در قرن ۱۸ام است. طبق مطالعه زندگی‌نامه‌ها توسط کارولین رابینز:
اکثر امضاکنندگان از نخبگان تحصیل‌کرده و ساکن سکونت گاه‌های قدیمی بودند، به جز چند نفر، آنان به طبقه متوسط و مرفهی که فقط بخشی از جمعیت آن زمان بودند، تعلق داشتند.
آنها بومی یا متولد خارج از کشور بودند، از انگلیس و از آیین پروتستان بودند.
آنان رهبران جوامع خود بودند. چندین نفر نیز در امور ملی برجسته بودند و تقریباً همه در انقلاب آمریکا شرکت کردند. در کنوانسیون قانون اساسی، حداقل ۲۹ نفر در ارتش قاره‌ای خدمت کرده بودند که بیشتر در سمت‌های فرماندهی بودند. دانشمندان شرح حال جمعی از بنیانگذاران، از جمله امضاکنندگان بیانیه و قانون اساسی را بررسی کرده‌اند.

### تحصیلات
بسیاری از پدران بنیان‌گذار در کالج‌های استعماری شرکت کردند، یا از آن فارغ‌التحصیل شدند، از جمله دانشگاه کلمبیا که در آن زمان به عنوان «کالج پادشاهی» شناخته می‌شد، دانشگاه پرینستون در ابتدا با نام «کالج نیوجرسی»، دانشگاه هاروارد، کالج ویلیام و مری، دانشگاه ییل و دانشگاه پنسیلوانیا. برخی از آنان قبلاً در خانه تحصیل کرده بودند یا از معلمان خصوصی یا آکادمی‌ها، آموزش‌های اولیه دریافت کرده بودند. دیگران در خارج از کشور تحصیل کرده بودند. بنجامین فرانکلین که تحصیلات رسمی کمی داشت، در نهایت کالج فیلادلفیا را تأسیس کرد (۱۷۵۵). دانشگاه پنسیلوانیا اولین دانشکده پزشکی (۱۷۶۵) در سیزده مستعمره بود که بنیامین راش، یک بنیان‌گذار دیگر در آن تدریس می‌کرد.
با تأسیس تعداد محدود مدارس حرفه ای در ایالات متحده، بنیانگذاران به دنبال دریافت مدرک پیشرفته از موسسات سنتی در انگلستان و اسکاتلند مانند دانشگاه ادینبرو، دانشگاه سنت اندروز و دانشگاه گلاسگو بودند.

#### دانشگاه‌ها
- کالج ویلیام و مری: توماس جفرسون، بنجامین هریسون پنجم[۲۰]
- دانشگاه هاروارد: جان آدامز، ساموئل آدامز، جان هنکاک و ویلیام ویلیامز
- کالج پادشاهی (اکنون با نام دانشگاه کلمبیا): جان جی، الکساندر همیلتون،[۲۱] گوورنور موریس، رابرت آر. لوینگستون و اگبرت بنسون.[۲۲]
- دانشگاه نیو جرسی (اکنون با نام دانشگاه پرینستون): جیمز مدیسون، گانینگ بدفورد جونیور، آرون بر، بنجامین راش و ویلیام پترسون
- کالج فیلادلفیا بعداً در دانشگاه پنسیلوانیا ادغام شد:

هشت امضاکننده اعلامیه استقلال و دوازده امضاکننده قانون اساسی ایالات متحده آمریکا:
- دانشگاه ییل: الیور ولکات، اندرو آدامز
- دانشگاه ملکه (اکنون با نام دانشگاه راتگرز): جیمز شوئرمن
- جیمز ویلسون در دانشگاه سنت اندروز، دانشگاه گلاسگو تحصیل کرد،[۲۴]